# 阿逸巴班
阿逸巴班是一個位於马来西亚柔佛州豐盛港縣的沿海村莊，海岸線長約3 km（1.9 mi）。
每年5月1日，村莊都會慶祝“Pesta Air Papan”（阿逸巴班節），慶祝活動包括文化表演、遊戲、美食等。